# Orientacja romantyczna
Orientacja romantyczna – skłonność do odczuwania romantycznych odczuć do danej/danych płci czy osób. Nie jest tym samym co orientacja seksualna, ponieważ nie skupia się na pociągu seksualnym, a na romantycznych odczuciach do innych osób. Pomimo że u większości osób orientacja seksualna jak i romantyczna skierowane są w te same płci, to pociąg seksualny nie jest tym samym co pociąg romantyczny. 

## Lista orientacji romantycznych

Flaga dumy osób aromantycznych

Orientacja romantyczna koncentruje się na emocjonalnym aspekcie relacji. Poniżej znajduje się lista różnych typów orientacji romantycznych, które odzwierciedlają różnorodne doświadczenia romantyczne:

### Skierowane w konkretne płci:
- heteroromantyczność – pociąg romantyczny wobec osób przeciwnej płci[1][6][2][3][7];
- homoromantyczność – pociąg romantyczny wobec osób tej samej płci[1][6][2][3][7];
- biromantyczność – pociąg romantyczny zarówno do kobiet, jak i mężczyzn[1][6][2]
- skolioromantyczność – pociąg romantyczny wobec osób o niebinarnej tożsamości płciowej[6];
- panromantyczność – pociąg romantyczny do osób wszystkich typów osób[1][6][2][3], niezależnie od ich tożsamości płciowej[7];
- androromantyczność – pociąg romantyczny wobec mężczyzn i/lub osób niebinarnych posiadających męskie cechy[6];
- gynoromantyczność – pociąg romantyczny wobec kobiet i/lub osób niebinarnych posiadających kobiece cechy[6];
- aromantyczność – brak pociągu romantycznego[8][6][9][2] lub pociąg romantyczny występujący rzadko i/lub słabo[3][7].

### Opisujące zjawiska zachodzące w orientacjach romantycznych:
- cupioromantyczność – określenie na pragnienie relacji romantycznej pomimo braku pociągu romantycznego[3];
- greyromantyczność – określenie na rzadkie występowanie pociągu romantycznego lub jego występowanie jedynie przy spełnieniu określonych warunków[3].Uznawana za orientację pośrednią między alloromantycznością i aromantycznością[10];
- alloromantyczność – określenie na występowanie pociągu romantycznego[11]. Przeciwieństwo aromantyczności.[12];
- poliromantyczność – określenie na pociąg romantyczny skierowany do osób wielu płci i tożsamości płciowych[2]. W jego skład, wchodzą np. biromantyczność i panromantyczność;
- monoromantyczność – określenie na pociąg romantyczny skierowany tylko do osób tylko jednej płci np. homoromantyczność czy heteroromantyczność;
- demiromantyczność – pociąg romantyczny, który występuje jedynie po nawiązaniu głębokiej więzi emocjonalnej[1][6][3]. Osoba demiromantyczna nie doświadcza romantycznych uczuć ani zauroczenia w sposób spontaniczny jak to często bywa w przypadku innych orientacji romantycznych, dlatego uczucia romantyczne nie są w stanie pojawić się w stosunku do obcych lub ledwo znanych osób. Demiromantyczność łączy się z innymi orientacjami romantycznymi[2];
- lithromantyczność (litromantyzm, akoiromantyzm) – określenie na odczuwanie pociągu romantycznego wobec innych połączone z niechęcią wobec wizji odwzajemnienia tych uczuć. Osoby litromantyczne nie chcą obustronnej miłości, mogą nawet stracić uczucia do danej osoby, jeśli dowiedzą się, że ta odwzajemnia miłość[3][13]. Uznawana za orientację pośrednią między alloromantycznością i aromantycznością[10].

Orientacjami romantycznymi są też wszelkie orientacje ze spektrum aromantyczności;